# Даніель Арзані
Даніель Арзані (англ. Daniel Arzani; нар. 4 січня 1999, Хорремабад) — австралійський футболіст, півзахисник клубу «Мельбурн Сіті» та національної збірної Австралії.

## Клубна кар'єра
Народився 4 січня 1999 року в місті Хорремабад в Ірані. Коли йому було сім років, сім'я переїхала в австралійський Сідней, де він займався футболом у однойменному футбольному клубі. 2016 року перейшов до «Мельбурн Сіті».
21 жовтня 2016 року в матчі проти «Перт Глорі» він дебютував у А-Лізі у складі останнього. 25 січня 2018 року в поєдинку проти «Ньюкасл Юнайтед Джетс» Даніель забив свій перший гол за «Мельбурн Сіті». За підсумками сезону 2017/18 він був визнаний найкращим молодим футболістом сезону, а також потрапив у символічну збірну А-Ліги.

## Виступи за збірні
Виступав у складі юнацької збірної Австралії. З командою до 16 років був учасником Юнацького кубка Азії, дійшовши з командою до півфіналу. Настпуного року з командою до 17 років брав участь у юнацькому чемпіонаті світу. Всього взяв участь у 7 іграх на юнацькому рівні, відзначившись одним забитим голом.
Завдяки своїм іранським коріннями, Арзані мав право представляти як Іран, так і Австралію на міжнародному рівні. У лютому 2018 року Арзані заявив, що він більше схиляється до представлення Австралії над Іраном.
1 червня 2018 року в товариському матчі проти збірної Чехії Арзані дебютував у складі національної збірної Австралії, замінивши у другому таймі Метью Лекі. В тому ж місяці поїхав зі збірною на чемпіонат світу 2018 року у Росії, ставши наймолодшим австралійським гравцем у складі збірної.

## Титули і досягнення
- Володар Кубка Австралії (1):

«Мельбурн Сіті»: 2016
- Чемпіон Шотландії (1):

«Селтік»: 2018–19
- Володар Кубка шотландської ліги (2):

«Селтік»: 2018–19, 2019–20
- Володар Кубка Шотландії (1):

«Селтік»: 2018–19